# Corps constitués
En France, on appelle corps constitués les corps établis par la Constitution ou les lois. Ils sont souvent des personnes morales de droit public.

## Description
Au niveau national, ce sont les corps chargés des fonctions législatives ou gouvernementales supérieures, comme l'Assemblée nationale, le Sénat, le Conseil d'État, la Cour des comptes, le Conseil constitutionnel, la Banque centrale, etc.
Au niveau local, ce sont les autorités judiciaires, administratives, cantonales, départementales et municipales dans les différentes villes du territoire.

## Source
- Philippe Le Bas, Dictionnaire encyclopédique de l'Histoire de France, Paris, 1842
- Larousse du XXe siècle, 1920